# 哈瑞·喬治·阿姆斯壯
哈利·喬治·阿姆斯特朗（Harry George Armstrong，1899年2月17日—1983年2月5日），美國空軍少將、醫生及飛行員。他被廣泛認可為航空醫學領域的先驅。阿姆斯壯極限——即水的沸點降至接近人體體溫的高度——便是以他命名。
阿姆斯壯在第一次世界大戰期間在海軍陸戰隊和1930年至1957年的陸軍和空軍期間任職。作為美國航空醫學研究實驗室主任，他將醫療和航空知識應用於改善機組人員防止極端溫度和在高海拔缺乏氧氣。